# مصطفی فتحی
مصطفی فتحی (عربی: مصطفى فتحي؛ زادهٔ ۱۲ مهٔ ۱۹۹۴) یک بازیکن فوتبال اهل مصر است.
از باشگاه‌هایی که در آن بازی کرده‌است می‌توان به باشگاه ورزشی زمالک اشاره کرد.
وی همچنین در تیم‌های ملی فوتبال زیر ۲۳ سال مصر و تیم ملی فوتبال مصر بازی کرده است.